# Rivière aux Rats (vattendrag i Kanada, Québec, lat 47,22, long -72,89)
Rivière aux Rats är ett vattendrag i Kanada.   Det ligger i provinsen Québec, i den sydöstra delen av landet, 290 km nordost om huvudstaden Ottawa.
I omgivningarna runt Rivière aux Rats växer i huvudsak blandskog. Runt Rivière aux Rats är det mycket glesbefolkat, med 3 invånare per kvadratkilometer.